# Thomas Fitschen (Diplomat)

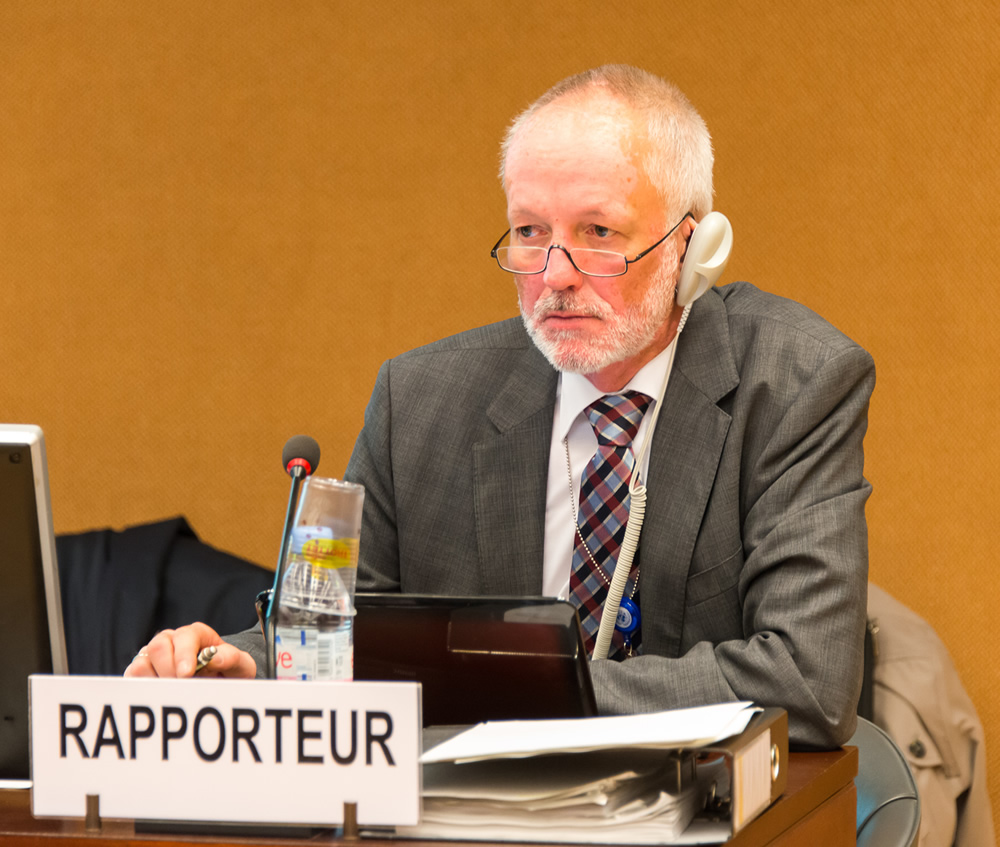
Thomas Fitschen als Berichterstatter für das UNCTAD Trade and Development Board (2013)

Thomas Fitschen (* 6. April 1959 in Oldenburg) ist ein deutscher Diplomat. Er ist seit Oktober 2022 Botschafter in Bosnien und Herzegowina. Vorher war er Botschafter in Australien mit gleichzeitiger Nebenakkreditierung in Nauru, Papua-Neuguinea, die Salomonen und Vanuatu.

## Leben und Karriere
Fitschen begann 1978 mit dem Studium der Rechtswissenschaften an der Christian-Albrechts-Universität zu Kiel und arbeitete anschließend bis 1989 als Rechtsanwalt. Er war wissenschaftlicher Mitarbeiter an der Universität des Saarlandes (Saarbrücken) und am Walther-Schücking-Institut für internationales Recht (Kiel), 2003 oder 2004 wurde Fitschen in Saarbrücken mit der Arbeit Die völkerrechtliche Zuordnung des staatlichen Schriftguts bei einem Wechsel der Herrschaft über Staatsgebiet zum Doktor der Rechte promoviert.
1990 trat Fitschen in den Auswärtigen Dienst ein. Er war zunächst im Referat für Völkerrechtsfragen tätig (1991 bis 1993), anschließend an der Ständigen Vertretung der Bundesrepublik Deutschland bei den Vereinten Nationen (1993 bis 1996) und bei der Deutschen Botschaft Manila (1996 bis 1999). Danach arbeitete er im Referat für die internationale Zusammenarbeit der Verbrechensbekämpfung (1999 bis 2001), als stellvertretender Referatsleiter des Arbeitsstabes globale Fragen in Berlin (2001 bis 2005) und wurde als Rechtsberater der deutschen UN-Vertretung in New York City und Vertreter im Rechtsausschuss der Generalversammlung der Vereinten Nationen eingesetzt (2005 bis 2008). Zwischen 2008 und 2011 leitete Fitschen das Referat für konzeptionelle Fragen der Vereinten Nationen und politische Fragen in der Generalversammlung, zudem war er stellvertretender Leiter der Arbeitsgruppe Rechtsstaatsförderung. Anschließend war er Fakultätsmitglied am Genfer Zentrum für Sicherheitspolitik (2011 bis 2012) und Botschafter sowie stellvertretender Ständiger Vertreter Deutschlands bei den Vereinten Nationen in Genf (2012 bis 2015). Fitschen war im Anschluss daran beim Auswärtigen Amt als Beauftragter für die Vereinten Nationen, Terrorismusbekämpfung und Internationale Cyberpolitik (2015 bis 2018) sowie für Cyberaußenpolitik und Cybersicherheit (2018 bis 2019) beschäftigt.
Von August 2019 bis Juli 2022 war er außerordentlicher und bevollmächtigter Botschafter der Bundesrepublik Deutschland mit Amtssitz in Canberra, zuständig für Australien, Nauru, Papua-Neuguinea, die Salomonen und Vanuatu. Am 16. September 2021 wurde er von dem Präsidenten der Republik Nauru, Lionel Aingimea, zur Überreichung seines Beglaubigungsschreibens empfangen.
Im August 2022 wurde Fitschen mit der Leitung der Botschaft Sarajewo beauftragt und außerordentlicher und bevollmächtigter Botschafter in Bosnien und Herzegowina.
Fitschen ist verheiratet und hat zwei Töchter.

## Veröffentlichungen (Auswahl)
- Das rechtliche Schicksal von staatlichen Akten und Archiven bei einem Wechsel der Herrschaft über Staatsgebiet. Nomos Verlag, Baden-Baden 2004, ISBN 978-3-8329-0532-3.